# Jackass 3D

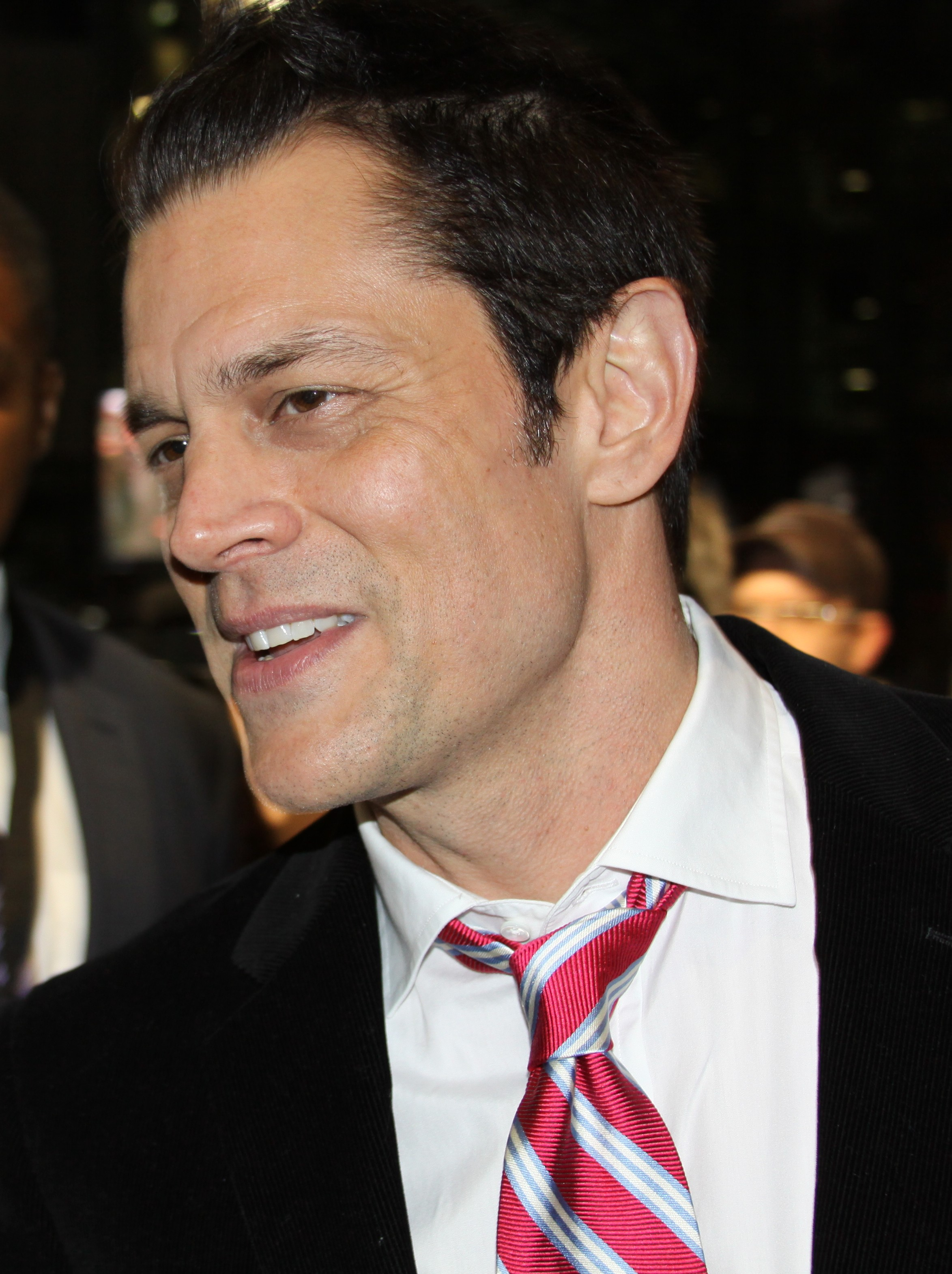
johnny knoxville na estreia do filme

Jackass 3D (também conhecido como Jackass 3) é um filme estadunidense de 2010 em 3D. Foi lançado em 15 de outubro de 2010 pela Paramount Pictures e MTV Films nos cinemas americanos e marcou o 10 º aniversário da franquia, que começou em 2000. Esse e Jackass 3.5 foram os últimos filmes de Ryan Dunn, já que ele morreu em 2011 

## Sinopse
3 vezes mais gargalhadas. 3 vezes mais idiotices. 3 vezes mais dores. Os caras da série da MTV, Jackass, estão de volta para a mais alucinada de todas as rodadas de baderna e destruição. Você vai se matar de tanto rir quando Johnny Knoxville anda de patins numa manada de búfalos, com Bam Margera em um túnel de armas paralisantes de alta-voltagem e quando Steve-O vai parar no céu dentro de um banheiro químico.
Repleto de cenas incríveis, você tem que estar preparado para ver as inacreditáveis e incensuráveis proezas totalmente explícitas dos idiotas que você aprendeu a ver e amar de uma segura e saudável distância!

## Elenco
Todo o elenco dos filmes anteriores retornaram para o terceiro filme, com a notável exceções do ex-Jackass, Brandon DiCamillo e Raab Himself.
- Johnny Knoxville
- Bam Margera
- Steve-O
- Ryan Dunn
- Chris Pontius
- Preston Lacy
- Danger Ehren
- Dave England
- Wee Man
- Rick Kosick
- Jeff Treimane

Convidados:
- The Dudesons
- Loomis Fall
- Brandon Novak
- April Margera e Phil Margera (Mãe e Pai do Bam Margera)
- Rake Yohn
- Stevie Lee (falecido)
- Mike Judge (como Beavis and Butt-head)
- Will Oldham
- Rip Taylor (falecido)
- Half Pint Brawlers
- Tommy (que trabalhava com Johnny Knoxville no MTV Nitro Circus)
- Andy Bell ( que trabalhava com Johnny Knoxville no MTV Nitro Circus, e fez uma cena junto com Tommy)

## Jackass 3.5 - The Unrated Movie
Jackass 3.5 - The Unrated Movie é um filme lançado no ínicio de 2011, direto em home-vídeo. Composta de filmagens não utilizadas na edição final de Jackass 3D, e entrevistas do elenco e da equipe. O primeiro trailer foi lançado na web em 27 de janeiro de 2011, e o longa-metragem foi lançado em Blu-ray e DVD em 14 de junho de 2011, quase uma semana antes da morte de Ryan Dunn.

## Sinopse
Por que demais nunca é suficiente! De novo os caras do Jackass, com um filme sem censura, totalmente novo, repleto de brincadeiras ainda mais ultrajantes, idiotices, destruição e armações inéditas, incluindo o encontro íntimo e pessoal de Steve-O com uma tartaruga mordedora, Chris Pontius e seu incrível pica-pau, e um eletrizante jogo no limbo com a gangue toda. E mais, dar uma olhada na paranóica vida no set, e ver uma peça muito bem pregada em Johnny Knoxville nos bastidores.